# 大衛·韋瑟羅爾
大衛·韋瑟羅爾（英語：David Wetherall，1971年3月14日—），是一名英格蘭足球領隊及前足球員，司職後衛，任職英格蘭足球聯賽青年發展部的主管。2007/08球季，他的球員生涯在巴拉福特結束。出生於谢菲尔德的他，自幼已經是錫周三的支持者，在錫周三展開其足球生涯。後來，他轉投列斯聯並總共上陣超過200次。其後，他以140萬英鎊打破當時巴拉福特的最高轉會費加盟「矮腳雞」。巴拉福特從英超降班後，球會於2002年被接管，當史超活·麥哥爾轉投錫菲聯後，韋瑟羅爾便成為隊長。2004年，他由於受傷而缺陣數次，球會則進一步降班至英甲。2007年，球會再降班至英乙。2008年5月3日，他在對韋甘比的賽事中最後一次上陣。他曾經兩度擔任巴拉福特的代理領隊。他亦有參與反種族主義運動，並且是向種族主義出示紅牌的名人堂成員之一。

## 球會
早年
韋瑟羅爾出生於谢菲尔德。他曾經代表英格蘭小學生組別上陣。1989年，他離開學校並被侯活·韋健遜簽下而加盟錫周三。他就讀羅瑟勒姆預科書院時曾在英國普通教育高級程度證書取得四個A，並選擇前往雪菲爾大學修讀化學理學學士，所以他既可以與父母一同居住，也可以兼顧學業，同時亦能代表錫周三預備組上陣。隨後的一年，他代表英國前往意大利出戰世界學生五人制足球錦標賽，亦曾代表大不列顛在設菲爾德舉行的1991年夏季世界大學生運動會足球賽事中贏得一面銅牌。
列斯聯
1991年7月，侯活·韋健遜重返前球會列斯聯擔任領隊並先後買入兩名青年中堅韋瑟羅爾和喬恩·紐森，轉會費總共是27.5萬英鎊。當時20歲的他在加盟列斯聯的首季，碰巧是他證書課程的最後一年，所以他既可以代表預備組上陣，也能騰出時間訓練。1991年9月，他在艾蘭路球場對阿仙奴的賽事末段時後備入替而處子上陣；列斯聯其後贏得1991/92球季的聯賽冠軍。憶述當時的情況，他說道：「賽事尚餘20分鐘時，我們以1-2的比分落後，而我已經在邊線準備好隨時入替，其後當李·卓文取得入球後，領隊就叫我坐下。不過，他在最後兩分鐘時派遣我上陣，我經常向別人說在冠軍路上做點不同的事」當他的隊友贏得聯賽冠軍並舉行開蓬巴士巡遊大肆慶祝，他則為了測驗而選擇了溫習，這次決定後來使他感到後悔，因為「這種經驗並不常見」儘管，他的溫習取得了成果—他以一級榮譽畢業。
1992年9月，韋瑟羅爾在新成立的英超對修咸頓的賽事中處子上陣並取得其處子入球，他在翌年3月則憑入球於主場逼和車路士，他在1992/93球季總共在聯賽上陣13次。他在一週內兩次訓練後，感覺到自己的體能在最佳狀態。1993/94球季，他成功建立正選球員的地位 。隨後的一季，他在以2-1的比分擊敗衛冕冠軍曼聯的賽事攻入奠勝球。其後，他繼續展現其攻入關鍵球的本領，他在1995年足總盃對丙組聯賽球隊華素爾的賽事中於最後一分鐘扳平，使球會不致於尷尬落敗。在重賽中，他雖然為列斯聯取得入球，但亦攻入烏龍球，使賽事需要加時。列斯聯該季結束後，聯賽排第五名，他則被選為該季侯活·韋健遜的最佳球員。1995年9月，他在歐洲足協盃首圈以3-0的比分擊敗摩納哥的賽事中的表現還特別受到侯活·韋健遜的讚揚，可是他們在次圈對PSV燕豪芬的賽事依然大敗。1996年，他在聯賽盃決賽上陣，這是他首次出戰主要決賽，不過列斯聯處於劣勢，以0-3的比分不敵阿士東維拉。
1996/97球季，新領隊佐治·格拉咸上任後由於試行防禦性的排陣，使韋瑟羅爾上陣次數減少，然而他在翌季已經再次成為正選球員，並且他曾經數次以隊長身份上陣。其後，他與球會續約五年。1997年9月27日，他在以1-0的比分擊敗死敵曼聯的賽事中攻入奠勝球，賽事期間艾利夫·夏蘭特曾惡意侵犯萊·堅尼，使對方膝蓋嚴重受傷，繼而指責他不過是詐傷。萊·堅尼後來在曼徹斯特打吡向艾利夫·夏蘭特報復，並對當時已經躺在地上的艾利夫·夏蘭特說：「不要恐嚇說我是假傷，而且跟你的好友韋瑟羅爾說，他一樣會有些事情會發生。」這個球季後不久，他是列斯聯旅行團的成員之一，他們乘坐的飛機起飛時引擎著火而被逼降落，他則未有受傷。
當大衛·奧拉利成為新領隊後，他選擇以盧卡斯·拉迪比夥拍當時年僅18歲的莊拿芬·活基治鎮守中路，所以韋瑟羅爾決定離開列斯聯，加盟一支可以讓他正選上陣的球會。儘管合約條款已經被接受，但是他轉會至鄰近的哈德斯菲爾德一事依然告吹。另外，由於他不願因為搬家而留下已經懷著他們第二個兒子的妻子卡羅琳（Caroline）而拒絕了修咸頓的出價。他效力列斯聯八年間，總共在所有競賽項目上陣250場賽事並攻入18球。最終，他接受了同樣是位於西約克郡的球會巴拉福特的出價。
巴拉福特
1999年6月30日，韋瑟羅爾以140萬英鎊加盟巴拉福特，以期將經驗帶給這支剛升班至英超的球會。他的年齡雖然只有28歲，但由於時任巴拉福特領隊保羅·祖維爾由於簽入的球員年齡都偏高，因而被戲稱為爸爸軍團（Dad's Arm）。巴拉福特憑籍迪恩·桑德斯於最後一分鐘的入球以1–0的比分擊敗米杜士堡。韋瑟羅爾的首個入球則是在聯賽盃對雷丁的賽事中攻入，但是在次圈雖然他依然取得了入球，然而球會仍然不敵班士利而遭到淘汰。12月18日，他在以2-0的比分擊敗紐卡素的賽事中首次於聯賽取得入球。他在效力巴拉福特的首季僅缺陣了兩場盃賽賽事，而且他是唯一一位在該季英超沒有缺陣過一分鐘的球員。他與當時新上位的中堅安迪·奧拜恩一同鎮守中路，不過球會卻一直深陷降班危機中。巴拉福特在該季最後一場賽事前仍然很有可能降班。他在最後一場對利物浦的賽事開賽僅12分鐘時，接應貢納爾·哈勒的自由球頭球建功，球隊最終保持1-0的勝局，溫布頓則不敵修咸頓，巴拉福特以36分打破當時最低得分卻得以留班的紀錄。他的入球直接使其前球會列斯聯取得下季參與歐聯的資格。

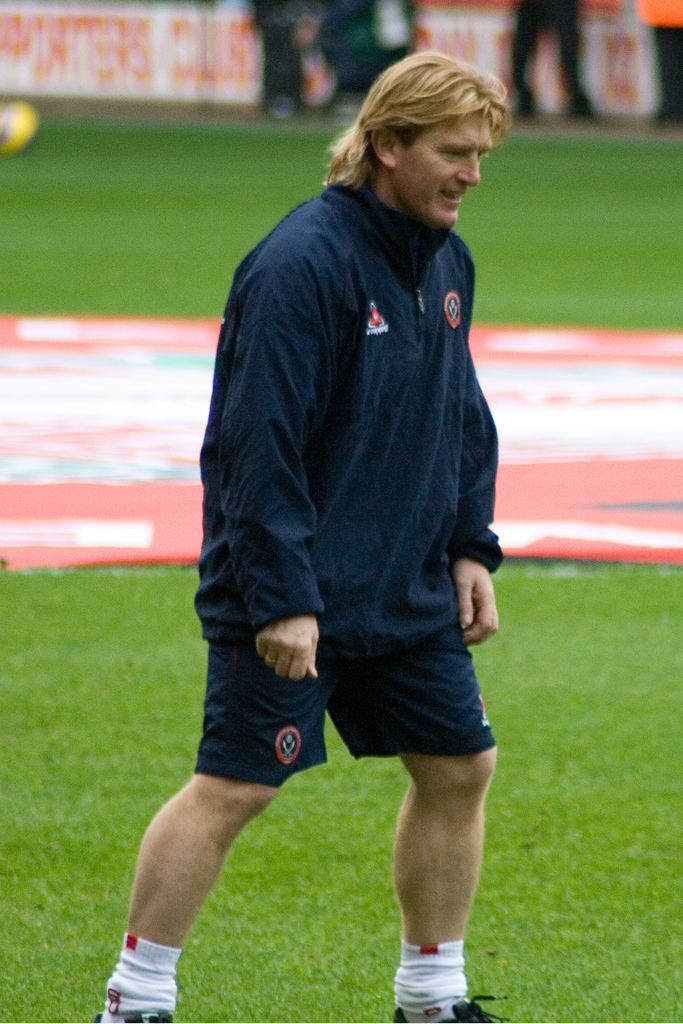
2007年時，重返巴拉福擔任領隊並任命韋瑟羅爾為隊長的史超活·麥哥爾。

時任巴拉福特主席謝菲·列治文矢志打入圖圖盃，所以2000/01球季開始得較早。韋瑟羅爾並沒有在首場對阿蘭達斯的客場賽事中上陣，而他則於第二回合及兩場第三回合的賽事中上陣後，他由於腳踝受傷而錯過對辛尼特的四強戰，其後巴拉福特在兩回合皆不敵對手。隨後，他在聯賽正選上陣，不過上陣全部52場聯賽賽事和自加盟以來從未於賽事進行期間離開球場的他，最終在2000年11月以0-2的比分不敵鄰近競爭對手打比郡的賽事中於上半場時由於受傷而被換下。他在占·謝菲斯出任新領隊數日後，由於需要進行鼠蹊手術，而缺陣至翌年2月。2001年2月24日，他在以1-2的比分不敵韋斯咸的賽事中復出。他復出後在聯賽上陣四次後，雖然他在以2-2逼和紐卡素的賽事中取得入球，但是鼠蹊傷患復發，從而缺陣至該季結束。巴拉福特在以1-2的比分不敵愛華頓後降班。
2001/02球季，韋瑟羅爾由於鼠蹊傷患而備受束縛。2001年9月14日，他在首場打足90分鐘及以5-1的比分擊敗基寧咸的賽事中取得入球，協助巴拉福特位列聯賽次席。鼠蹊傷患再次讓他缺陣約五個月，在這期間他被指會重返英超加盟修咸頓或曼城，但是他最終選擇留在山谷閱兵球場。四個月後，他在3月的預備組賽事復出，這時距離球季結束只剩餘兩個月。他在對般尼的賽事中復出，他其後在以2-0的比分擊敗克魯的賽事中取得入球，使巴拉福特的降班機會大為減低。他在球會的最後七場賽事中皆有上陣，並在史超活·麥哥爾離開後翌季被球會任命為隊長。
2002年5月，韋瑟羅爾成為主席謝菲·列治文清洗的19名一隊球員之一，在這之前，球會已經被接管，並且自4月開始欠薪。這些球員在季前對侯城的友賽前罷踢，儘管韋瑟羅爾作為他們PFA的代表，曾經表明在球會獲保留和球員被復職前，他們並不會這樣做。雖然，他在開幕戰對狼隊的電視直播賽事中上陣，但是由於臀部受傷被退場。他尋求在丹麥的一位專家的建議後，將原訂的復出日期再推遲五週。在缺陣三個月後，他在2002年12月對基寧咸的賽事後備入替復出，不過他在三天後的預備組賽事中再次受傷。2003年2月，他在對高雲地利的賽事中復出，他在該季的最後三個月只上陣了15次。
韋瑟羅爾的傷患問題依然持續，他在2003/04球季上陣首15場賽事後內側韌帶受傷，導致他缺陣兩個月，他早前在以0-1不敵屈福特的賽事已經膝部受傷。2003年12月28日，他在以1-0的比分擊敗高雲地利的賽事中復出，使巴拉福特取得近六場的首場勝仗。他重返防線後，球隊連續兩場沒有失球。然而，這次復出是很短暫的—他的小腿受傷，儘管這次他只錯過了一場賽事，巴拉福特陷入另一次的降班危機中。他在以2-1的比分擊敗雷丁的賽事中頭球建功，給予巴拉福特避免降班的一絲希望，球會在以2-3的比分不敵溫布頓後兩週正式確認降班。
儘管，巴拉福特降班至英甲並再次被接管，韋瑟羅爾在2004年夏天依然拒絕從巴拉福特轉投高雲地利。2004年10月，他與老將甸恩·辛達斯均與球會續約一年，他亦最終保留甸恩·辛達斯直至2007/08球季結束。2004/05球季，他亦拋開傷患問題，於聯賽僅在2月以1-1逼和華素爾的賽事中因為停賽而缺陣一場而已，這終止了他連續42場賽事皆上陣的紀錄。時任巴拉福特領隊哥連·鐸已確認他是該球季的重要球員。雖然，他取得四個入球，而前鋒甸恩·辛達斯則以27個入球成為聯賽神射手，但是巴拉福特只不過是位列第11名。
2006年10月，在韋瑟羅爾代表巴拉福特上陣第250場賽事後數天，他與球會簽訂新約而留效至2010年，並附加了不論他的球員生涯結束還是繼續，均允許他可以轉為擔任教練之類的職位。12月30日，他在以2-2逼和車頓咸的賽事中首次兩黃一紅被逐。
當韋瑟羅爾成為了巴拉福特的代理領隊後，就將隊長臂章交給中堅拍擋马克·鲍尔，但是當在2007年6月任命了史超活·麥哥爾為領隊後，韋瑟羅爾在2007/08球季隨即再被任命為隊長。2008年2月20日，他宣佈2007/08將是他作為球員的最後一個球季，然而巴拉福特已為他預留了位置，他會成為球隊的教練。他說：「我對於自己做不到以前做到的事感到越來越沮喪。這種情況，我通常都會輕鬆面對，但突然間這變成了一件難事。」2008年3月22日， 巴拉福特球迷舉行一個特別日來讚揚他在整個生涯的貢獻，他們在以1-1逼和洛達咸的賽事中攜帶橫幅、穿上奇裝異服和實驗室大衣來大肆慶祝。他擔任足球員的最後兩個月，他獲選為由PFA主辦的該月英乙球迷最佳球員。2008年5月3日，他在以1-2不敵韋甘比的賽事中最後一次代表巴拉福特上陣。

## 領隊
2003年11月，韋瑟羅爾與其他三位年紀較大的球員輪流出任巴拉福特領隊兩週以接替被解僱的尼基·勞。他、彼得·阿瑟頓、韋恩·雅各布和甸恩·韋達斯負責監督訓練，唯一一場賽事是由韋恩·雅各布領軍以0-1的比分不敵史篤城。2007年2月12日，隨著哥連·鐸被巴拉福特解僱後，韋瑟羅爾首次被任命為球員兼領隊並以代理領隊形式全面執掌球會。雖然，球會的表現並不好，但是他的職位獲保留直到3月，但是未能扭轉劣勢，巴拉福特最終降班至英乙。在他短暫執教球會期間，巴拉福特取得兩勝四和的成績。另外，他亦任命前列斯聯隊友尼祖·馬田為門將教練，尼祖·馬田在史超活·麥哥爾麾下仍然留任。2007年夏天，史超活·麥哥爾就任新領隊後，韋瑟羅爾重新專注於踢球。
韋瑟羅爾持有歐洲足協B級教練執照並在2008年夏天重返巴拉福特教練團。他負責球會的預備組，基斯·卡斯柏在2009年夏天離開球會後，他兼任青年隊教練。他補充說自己已經推掉擔任更高位的機會，原因是每天的日常工作壓力：「足球就是一種以結果為先作基礎的行業，這完全和徹底是一隊級別的情況。」史超活·麥哥爾被解僱後，新任領隊彼得·泰萊任命祖利亞·李維士為教練，讓韋瑟羅爾集中青年隊。2011年2月，彼得·泰萊離開球會，祖利亞·李維士等人的去留則仍然未定，韋瑟羅爾則擔任臨時領隊彼得·杰克逊的助教。球季結束後，他轉任英格蘭足球聯賽青年發展部的主管。

### 領隊數據
2008年2月5日
| 球會     | 國籍   | 由           | 直至          | 紀錄 | 紀錄 | 紀錄 | 紀錄 | 紀錄  |
| 球會     | 國籍   | 由           | 直至          | 賽事 | 勝   | 敗   | 和   | 勝率  |
| -------- | ------ | ------------ | ------------- | ---- | ---- | ---- | ---- | ----- |
| 巴拉福特 | 英格兰 | 2007年月12日 | 2007年5月22日 | 14   | 2    | 8    | 4    | 14.28 |

## 私生活
2007年8月，韋瑟羅爾由於在反種族主義運動所作出的貢獻，而獲選入向種族主義出示紅牌名人堂。他與以前的大學同學兼前列斯聯隊友貢納爾·哈勒一同參與反種族主義運動。2009年8月4日，他參加了一場慈善足球賽，其中包括了很多前巴拉福特和列斯聯球員，以替馬田·侯斯兒童收容所（Martin House Children's Hospice）籌款。

## 外部連結
- （英文）足球数据库：大衛·韋瑟羅爾的球员统计数据
- （英文）足球資料庫：大衛·韋瑟羅爾的領隊統計數據
- （英文）David Wetherall Vital Profile